# 개구쟁이들 (1957년 영화)
개구쟁이들(Les mistons, The Mischief Makers)은 프랑스에서 제작된 프랑소와 트뤼포 감독의 1957년 코미디 영화이다. 제라르 블랭 등이 주연으로 출연하였다.

## 출연
- 제라르 블랭
- 베르나데트 라퐁